# Župnija Senovo
Župnija Senovo je rimskokatoliška teritorialna župnija Dekanije Videm ob Savi Škofije Celje.
Župnija je bila ustanovljena 1. januarja 1964 z odcepitvijo od Župnije Brestanica. Prvi župnijski upravitelj je postal brestaniški kaplan Janez Nanut, ki je leta 1984 uradno postal župnik. Do 7. aprila 2006, ko je bila ustanovljena Škofija Celje, je bila župnija del Savskega naddekanata Škofije Maribor. Od leta 2022 župnijo upravlja župnik iz Brestanice.

## Sakralni objekti
| #               | Slika                     | Svetišče                                                  | Kraj               |
| --------------- | ------------------------- | --------------------------------------------------------- | ------------------ |
| 1.              | Klikni za spremembo slike | Cerkev Vstalega Odrešenika (župnijska cerkev)             | Senovo             |
| 2.              | Klikni za spremembo slike | Cerkev sv. Jakoba                                         | Dovško             |
| 3.              | Klikni za spremembo slike | Cerkev sv. Pavla                                          | Brezje pri Dovškem |
| 4.              | Klikni za spremembo slike | Kapela sv. Janeza Krstnika (pokopališka)                  | Dovško             |
| Nekdanja cerkev |                           |                                                           |                    |
| 1.              | Klikni za spremembo slike | Cerkev sv. Janeza Krstnika (nekdanja župnijska, porušena) | Senovo             |